# Astathes splendida
Astathes splendida là một loài bọ cánh cứng trong họ Cerambycidae.